# Marion Ramsey
Marion Ramsey (Filadèlfia, Pennsilvània, 10 de maig de 1947 - Los Angeles, Califòrnia, 7 de gener de 2021) va ser una actriu i cantant estatunidenca. Era una habitual de la sèrie Cos, però va ser coneguda sobretot pel seu paper com a oficial Laverne Hooks de parla suau a les pel·lícules de Boja acadèmia de policia. Més tard va aparèixer a les pel·lícules Recipe for Disaster i Return to Babylon, i a les pel·lícules de televisió de Syfy, com Lavalantula i 2 Lava 2 Lantula!.
Nascuda a Filadèlfia, la carrera d’entreteniment de Ramsey va començar al teatre. Va co-protagonitzar espectacles de Broadway, incloses produccions d'Eubie! i Grind, i va fer una gira pels Estats Units amb el musical Hello Dolly. La seva primera participació televisiva va ser a través d'un paper convidat a la sèrie The Jeffersons, i va ser habitual a Cos, la sèrie de comèdies de dibuixos de Bill Cosby.
Ramsey estava profundament compromesa amb la consciència del sida i va prestar la seva veu per causes benèfiques, actuant a "Divas Simply Singing", un esdeveniment anual de recaptació de fons. Més tard, en la seva carrera, va tenir aparicions en els programes d'Adult Swim com "Robot Chicken" i "Tim and Eric Awesome Show, Great Job!". El 2015, es va reunir amb les estrelles de Boja acadèmia de policia, Steve Guttenberg i Michael Winslow a la pel·lícula de camp de Syfy, Lavalantula i la seva seqüela 2 Lava 2 Lantula! l'any següent. El seu darrer paper actoral va ser a la pel·lícula indie del 2018 When I Sing.
Tenia tres germans. Va morir el 7 de gener de 2021, després d'una curta malaltia.

## Filmografia
| Any  | Títol                                         | Paper                               | Notes                                                         | Refs        |
| ---- | --------------------------------------------- | ----------------------------------- | ------------------------------------------------------------- | ----------- |
| 1975 | Keep on Truckin'                              | Varis                               | Paper regular                                                 | [ 7 ]       |
| 1976 | The Jeffersons                                | Tracy Williams                      | Episodi: "The Breakup: Part 2"                                | [ 3 ]       |
| 1976 | Cos                                           | Various                             | Paper regular                                                 | [ 7 ] [ 3 ] |
| 1984 | Boja acadèmia de policia                      | Cadet Laverne Hooks                 | A Police Academy: What an Institution! (títol del Regne Unit) | [ 6 ] [ 8 ] |
| 1984 | Family Secrets                                | Linda Jones                         |                                                               |             |
| 1985 | Boja acadèmia de policia 2: La primera missió | Sergent Laverne Hooks               |                                                               | [ 6 ] [ 8 ] |
| 1986 | Boja acadèmia de policia 3                    | Sgt. Laverne Hooks                  |                                                               | [ 6 ] [ 8 ] |
| 1987 | Boja acadèmia de policia 4                    | Sgt. Laverne Hooks                  | On Citizens on Patrol: Police Academy 4 (UK: poster title)    | [ 6 ] [ 8 ] |
| 1988 | Boja acadèmia de policia 5                    | Sgt. Laverne Hooks                  |                                                               | [ 6 ] [ 8 ] |
| 1989 | Boja acadèmia de policia 6                    | Sgt. Laverne Hooks                  |                                                               | [ 6 ] [ 8 ] |
| 1990 | MacGyver (1985)                               | Oficial de policia                  | Episodi: "Harry's Will"                                       | [ 8 ]       |
| 1991 | Beverly Hills, 90210                          | Oirentadora professional            | Episodi: "Stand (Up) and Deliver"                             | [ 8 ]       |
| 1993 | Johnny Bago                                   | Infermera Roberta 'Bobbie' Thompson | Episodi: "Hail the Conquering Marrow"                         |             |
| 1993 | John Virgo: Playing for Laughs                | Sergent Hooks                       |                                                               | [ 3 ]       |
| 1993 | Daddy Dearest                                 | Policia Nº 2                        |                                                               |             |
| 1994 | The Nanny                                     | Dona a l'audiència                  | Episodi: "The Strike"                                         | [ 9 ]       |
| 2001 | Maniacts                                      | Hooker                              |                                                               |             |
| 2003 | Recipe for Disaster                           | Policia amb motocicleta             | Pel·lícula de televisió                                       |             |
| 2006 | Robot Chicken                                 | Laverne Hooks / Professora          | Veu, Episodi: "Sausage Fest"                                  | [ 4 ]       |
| 2007 | Lord Help Us                                  | Doretha Jackson                     |                                                               |             |
| 2007 | The Stolen Moments of September               | Ms. Henshaw                         |                                                               |             |
| 2009 | Tim and Eric Awesome Show, Great Job!         | Harriet                             | Episodi: "Harriet"                                            | [ 4 ]       |
| 2011 | Modern Family                                 | Senyora al saló                     | Episodi: "Two Monkeys and a Panda"                            | [ 9 ]       |
| 2012 | Who Killed Soul Glow?                         |                                     |                                                               |             |
| 2013 | Return to Babylon                             | Criada de la Barbara                |                                                               | [ 9 ]       |
| 2014 | Wal-Bob's                                     | Lillian                             |                                                               |             |
| 2015 | Lavalantula                                   | Teddie                              | Pel·lícula de televisió                                       | [ 8 ]       |
| 2016 | 2 Lava 2 Lantula!                             | Teddie                              |                                                               | [ 8 ]       |
| 2016 | DaZe Vol. Too (sic) – NonSeNse                | Ms. Thenusda Norbuckle              |                                                               |             |
| 2017 | Vendetta                                      | Wilhelmina Thibodeaux               |                                                               |             |
| 2018 | When I Sing                                   | Reggie                              | (paper del final del film)                                    | [ 8 ] [ 4 ] |

## Música
Ramsey va ser una cantant i compositora que va escriure cançons amb Haras Fyre (compositor de "Supernatural Thing", "This Time I'll Be Sweeter" i "Satan's Daughter" per a Gary Glitter i altres).